# Società Britannica per l'Interlingua
La Società Britannica per l'Interlingua (SBI) (inglese: British Interlingua Society (BIS)), stabilita nel 1956, lavora in Gran Bretagna e il mondo anglofono per diffondere la conoscenza e uso attivo della interlingua, una lingua ausiliaria internazionale. Il presidente e tesoriere attuale è Peter Gopsill, mentre il segretario è Brian C. Sexton.

## Pubblicazioni
Tra le pubblicazioni della SBI vi è la rivista transatlantica Lingua e Vita, con articoli in inglese ed interlingua. Appare da giugno 1965, precedentemente come la Littera Circular (inglese: Circular Letter). La SBI pubblica anche ogni quattro mesi una seconda pubblicazione, Contacto. Fondata nel luglio 1994, questa rivista fornisce articoli e reportage regolari su interlingua e l'organizzazione. Contacto è scritto in inglese con testi paralleli interlingua-inglese.